# Artoer Galijev
Artoer Galijev (Russisch: Артур Галиев) (14 mei 2000, Astana) is een Kazachse langebaanschaatser.

## Records

### Persoonlijke records
| Afstand    | Tijd    | Datum           | Baan           |
| ---------- | ------- | --------------- | -------------- |
| 500 meter  | 35,51   | 7 februari 2020 | Calgary        |
| 1000 meter | 1.09,84 | 8 februari 2020 | Calgary        |
| 1500 meter | 1.51,85 | 9 maart 2018    | Salt Lake City |
| 3000 meter | 4.05,31 | 6 oktober 2018  | Inzell         |
| 5000 meter | 7.26,97 | 31 maart 2017   | Nur-Sultan     |

(laatst bijgewerkt: 1 juli 2020)

## Resultaten
| Jaar | WK Sprint                | WK Afstanden  | WK Junioren                       |
| ---- | ------------------------ | ------------- | --------------------------------- |
| 2017 |                          |               | NC40 (42e, 54e, 51e, -)           |
| 2018 |                          |               | 26e 500m DQ 1000m 41e 1500m       |
| 2019 |                          |               | 32e 500m 41e 1000m 25e massastart |
| 2020 | 22e (26e, 18e, 22e, 18e) | 6e teamsprint |                                   |
| 2021 |                          | 19e 1000m     |                                   |
|      |                          |               |                                   |
| 2023 |                          | 7e teamsprint |                                   |

(#, #, #, #) = afstandspositie op sprinttoernooi (500m, 1000m, 500m, 1000m) of op juniorentoernooi (500m, 1500m, 1000m, 5000m).
NC40 = niet gekwalificeerd voor de laatste afstand, maar wel als 40e geklasseerd in de eindrangschikking